# Ruth Manorama
Ruth Manorama (* 1952 in Madras) ist eine indische Frauenrechtsaktivistin. Sie wurde 2006 mit dem Right Livelihood Award ausgezeichnet.

## Biografie
Ruth Manorama wurde 1952 in Madras geboren, sie gehört der Kaste der Dalit („Unberührbare“) an. Ihre Eltern und sie konvertierten zum Christentum, um den Benachteiligungen des Kastensystems teilweise zu entkommen.
Sie erwarb 1975 an der Universität Chennai einen Abschluss in Sozialarbeit und arbeitet seither für die Rechte „unberührbarer“ Frauen.
Die Diskriminierung der Dalit-Frauen resultiert aus ihrem Status als Frauen, Angehörige der untersten Kaste und der Zugehörigkeit zur ärmsten Schicht der indischen Gesellschaft.
Manorama engagiert sich dafür, Dalit-Frauen im ganzen Land zu mobilisieren und zu vernetzen.

## Auszeichnungen
- 2006: Right Livelihood Award für „ihren jahrzehntelangen Einsatz für die Gleichberechtigung von Dalit-Frauen, für den Aufbau effektiver Frauenorganisationen und für ihren Einsatz auf nationaler und internationaler Ebene im Kampf für die Rechte der Frauen“